# Sororat
Sororat (von lateinisch soror „Schwester“) oder Schwägerinheirat bezeichnet in der Ethnosoziologie die bevorzugte oder manchmal vorgeschriebene Eheschließung eines Witwers mit der Schwester seiner (oft kinderlos) verstorbenen Ehefrau, seiner Schwägerin – beziehungsweise andersherum: Eine Frau hat das Vorrecht oder ist verpflichtet, den Ehemann ihrer verstorbenen Schwester zu heiraten. Es handelt sich dabei um eine Form der Sekundärheirat (zweite Ehe).
Ein Sororat dient entweder dazu, den bestehenden Familienzusammenhalt über den Tod der Ehefrau hinaus zu erhalten und zu festigen (Erhaltung der Linie), oder mit der Verschwägerung ein Heiratsbündnis zwischen zwei Familienverbänden fortbestehen zu lassen (Erhaltung der Allianz). Bei verbündeten Lineages oder Clans wird das Sororat auch in Zusammenhang mit dem Brautpreis gebracht, den die Verwandtschaftsgruppe des Ehemannes entrichtet hat: Stirbt die Ehefrau, vor allem bevor sie Kinder geboren hat, ist der gegenseitige Austausch nicht erfüllt; von der Verwandtschaftsgruppe der Frau wird dann erwartet, eine andere Frau (Schwester oder nahe Verwandte) als Ersatz für die Verstorbene zu stellen. In einigen Gesellschaften ist der Mann berechtigt, zusätzlich die Schwester seiner Ehefrau zu heiraten, falls diese kinderlos bleibt. Das Sororat findet sich bei vielen der weltweit 1300 Ethnien und indigenen Völkern, beispielsweise bei den vaterrechtlichen Arapaho und anderen Prärie-Indianern Nordamerikas.
Die Bezeichnung Sororat wurde von dem britischen Ethnologen James George Frazer um 1910 eingeführt. Als Junior-Sororat bezeichnete der US-amerikanische Anthropologe George P. Murdock 1949 die bevorzugte oder vorgeschriebene Heiratsverbindung eines Witwers mit der jüngeren Schwester seiner verstorbenen Frau. Sororale Polygynie bezeichnet die Mehrehe (Vielweiberei) eines Mannes mit mehreren Schwestern, oft wohnen dabei die Ehefrauen zusammen.
Im 19. Jahrhundert, als Witwer noch häufiger als Witwen waren, war ein Sororat nicht unüblich, um vor allem Säuglinge von im Kindbett gestorbenen Müttern, aber auch andere Kinder durchzubringen und dabei die möglichen Probleme einer fremden Stiefmutter zu vermeiden. In manchen Teilen Brasiliens ist diese Tradition noch heute von Bedeutung.
Geläufiger und verbreiteter ist umgekehrt das Levirat (Schwagerheirat), bei dem ein Mann seinem verstorbenen Bruder als Ehemann nachfolgt und dessen Witwe heiratet (er war zuvor ihr Schwager).